# The Ritual (película de 2017)
The Ritual es una película de terror británica de 2017 dirigida por David Bruckner y escrita por Joe Barton. Protagonizada por Rafe Spall, Arsher Ali, Robert James-Collier y Sam Troughton, es una adaptación de la novela de 2011 The Ritual de Adam Nevill.

## Argumento
Cinco amigos, Phil, Dom, Hutch, Luke y Rob, se encuentran en un pub y discuten los planes para unas vacaciones en grupo. Rob sugiere ir de excursión a Suecia, pero los demás no están de acuerdo. Después, Luke y Rob se van a comprar alcohol, pero interrumpen un asalto en curso. Luke se esconde mientras los ladrones acosan a Rob por sus objetos de valor. Desgarrado por la indecisión sobre cómo intervenir, Luke continúa escondiéndose, y los ladrones matan a Rob por no darles su anillo de bodas.

### Seis meses después
Los cuatro miembros del grupo restantes se embarcan en un viaje de senderismo a lo largo del Kungsleden en el norte de Suecia para recodar la memoria de Rob. Al día siguiente, Dom se lesiona la rodilla severamente, por lo que Hutch sugiere que tomar un atajo través del bosque en lugar de usar el sendero marcado más largo con la esperanza de evitarle más sufrimiento a Dom. Sin embargo, al ingresar al bosque, el grupo halla cosas extrañas, como un alce destripado que cuelga de varias ramas y símbolos misteriosos tallados en los árboles. Al caer la noche, un fuerte lluvia los obliga a buscar refugio. Llegan a una cabaña abandonada, en donde deciden pernoctar. En el interior, encuentran collares con símbolos raros y una estatua hecha con ramitas de un torso humano decapitado con astas por manos. Durante la noche, Luke tiene una pesadilla sobre el robo. A la mañana siguiente, el grupo despierta solo para encontrar a Luke sangrando por el pecho debido a extrañas heridas punzantes y un Phil desnudo rezando a la estatua, todos ellos habiendo tenido pesadillas. Perturbado por sus acciones inconscientes, el grupo intenta encontrar una salida. Mientras discierne su ubicación, Luke ve una figura grande entre los árboles, pero Dom duda de él cuando le cuenta su testimonio. El grupo discute, con Dom llamando a Luke un cobarde por dejar que Rob muriera para salvarse a sí mismo.
Más tarde esa noche, Luke está teniendo otra pesadilla sobre el robo, pero los gritos de Phil lo despiertan. Sale de su tienda y encuentra la tienda de Hutch vacía y parcialmente derrumbada. Los tres hombres restantes se adentran más en el bosque para buscarlo, pero al amanecer se dan cuenta de que están perdidos y no pueden localizar su campamento. Mientras continúan su búsqueda sin sus suministros, encuentran a Hutch destripado y empalado en las ramas de los árboles. Después de darle una sepultura improvisada, continúan. Más tarde, Phil es arrastrado repentinamente por una criatura invisible. A pesar de darse cuenta de que la criatura los ha estado acechando todo el tiempo, Luke y Dom no tienen más remedio que huir. Mientras la criatura los persigue, encuentran un camino bordeado de antorchas que conduce a un pequeño asentamiento y se apresuran a una cabaña para esconderse.
Cuando despiertan, se encuentran retenidos en un sótano. Una anciana entra e inspecciona las heridas del pecho de Luke, revelando que tiene una marca similar en su pecho. Al salir, ordena a dos hombres que lleven a Dom arriba. Una mujer más joven entra y explica que se están haciendo los preparativos para un sacrificio. Tiempo después, un Dom golpeado regresa al sótano. Él le dice a Luke que debe ser sacrificado a la criatura, instándolo a escapar y destruir la aldea antes de que él también sea sacrificado. Desesperado por escapar, Luke se rompe el pulgar y se libera parcialmente de sus ataduras mientras Dom es atado afuera por la gente del pueblo. En medio del ritual, Dom tiene una visión de su esposa emergiendo del bosque, sin darse cuenta de que es la criatura hasta justo antes de que lo levante y lo empale en un árbol cercano. Algún tiempo después, la joven regresa. Cuando Luke pregunta por la criatura, ella explica que es un Jotun, una antigua entidad nórdica descendiente del dios Loki a la que el culto ofrece sacrificios a cambio de la inmortalidad. Lucas ha sido elegido y debe adorarlo o ser sacrificado.
Después de que ella se va, Luke se libera por completo y se aventura arriba. Armado con una antorcha, encuentra una retorcida congregación de adoradores momificados que comienzan a moverse, por lo que él les prende fuego, quemando la cabaña y atrayendo a los Jotun. Recoge a la joven. Luke encuentra un rifle de caza y baja las escaleras, corriendo y matando a un seguidor antes de tomar el hacha de otro hombre. El enfurecido Jotun mata a la joven mientras Luke le dispara y escapa. Lo persigue, paralizando su mente con alucinaciones de la muerte de Rob antes de atraparlo y obligarlo a arrodillarse, ofreciéndole la oportunidad de someterse. Luke se niega antes de golpearlo con el hacha, incapacitándolo brevemente. Siguiendo letreros alucinatorios y rayos de sol, emerge en un campo abierto. Incapaz de salir del bosque, el Jötunn ruge de rabia mientras Luke grita triunfante antes de dirigirse hacia una carretera pavimentada que muestra un automóvil que se acerca.

## Reparto
- Rafe Spall como Luke.
- Arsher Ali como Phil.
- Robert James-Collier como Hutch.
- Sam Troughton como Dom.
- Paul Reid como Robert.
- Matthew Needham como drogadicto.
- Jacob James Beswick como Fiend.
- Maria Erwolter como la anfitriona.
- Hilary Reeves como la curadora.
- Peter Liddell como el maderero.
- Francesca Mula como la bruja.
- Kerri McLean como Gayle.
- Gheorghe Mezei como feligrés.
- Adriana Macsut como feligrés.
- Constantin Codrea como un feligrés anónimo.

## Producción
El rodaje de la cinta se llevó a cabo en los Montes Cárpatos, en Rumanía.
La banda sonora de la película fue compuesta por Ben Lovett, amigo desde hace mucho tiempo y colaborador frecuente de David Bruckner. Lovett también compuso las bandas sonoras de las películas de Bruckner de 2007 The Signal y The Night House, de 2020.

## Estreno
The Ritual se estrenó en septiembre de 2017 en el Festival Internacional de Cine de Toronto, donde sus derechos de distribución internacional se vendieron a Netflix por 4,75 millones de dólares. La película fue estrenada en los cines de Reino Unido por el estudio eOne Films el 13 de octubre de 2017 y recaudó más de 1 millón de dólares durante su ejecución. Posteriormente fue lanzado a Netflix el 9 de febrero de 2018.

### Recepción crítica
En el agregador de reseñas web Rotten Tomatoes, la película tiene un índice de aprobación del 73% basada en 86 reseñas y una calificación promedio de 6.1/10. El consenso crítico del sitio web dice: «El director David Bruckner hace un uso evocador del escenario escandinavo y un elenco dedicado para ofrecer una historia de terror hermosa, aunque familiar». En Metacritic, la película tiene un puntaje promedio ponderado de 57 sobre 100, basado en 18 críticos, lo que indica "críticas mixtas o promedio". En la edición en idioma español de Rotten Tomatoes, Tomatazos, The Ritual sostiene una calificación del 73% por parte de los críticos. Katie Walsh del periódico Los Angeles Times elogió la película y dijo que era «eficiente y muy eficaz en su estilo, confiando en el sonido, el diseño de producción espeluznante y el miedo y los errores de juicio de los propios hombres para crear la sensación de fatalidad generalizada». El escritor de RogerEbert.com, Simon Abrams, puntuó la película con un 2/4, diciendo «Es la típica película de terror mala y decepcionante». Kyle Kohner de The Playlist dio a la película una crítica negativa, diciendo que «David Bruckner tenía todos los ingredientes para una obra maestra de terror: tomas engañosamente escénicas en la naturaleza, gran camaradería de personajes, atmósfera y escenarios espantosos, pero The Ritual termina perdiendo su oportunidad».